# Rasolerche

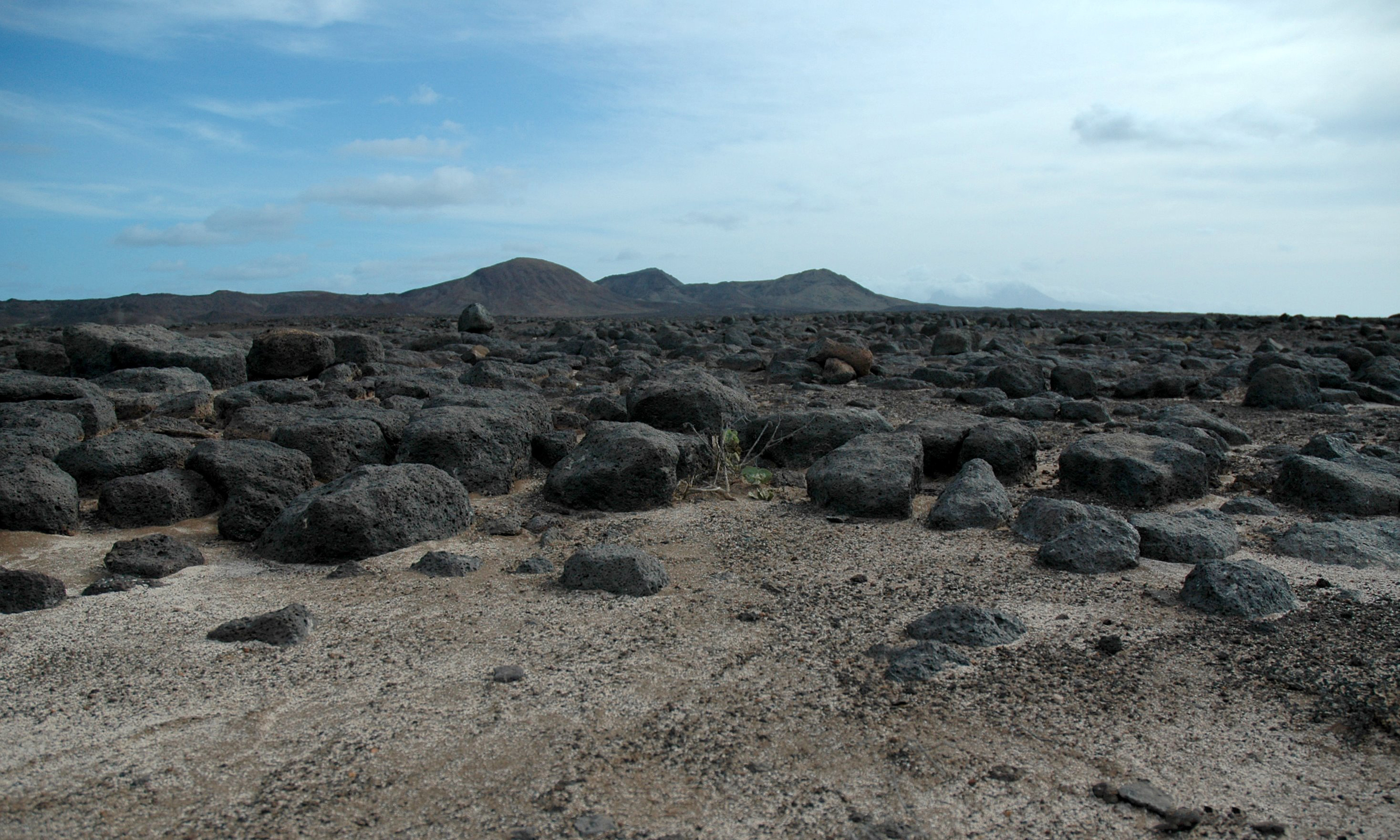
Lebensraum der Rasolerche

Die Rasolerche (Alauda razae) ist eine Vogelart, die auf der unbewohnten Kapverden-Insel Ilhéu Raso endemisch ist. Aufgrund ihres winzigen Verbreitungsgebiets von nur 7 km² Größe wurde sie 2016 in der Roten Liste gefährdeter Arten der IUCN als „Critically Endangered (CR)“ = „vom Aussterben bedroht“ eingestuft.

## Beschreibung
Die Rasolerche ähnelt stark der nahe verwandten Feldlerche, unterscheidet sich aber durch ihren kräftigeren, fast klobigen und leicht herabgebogenen Schnabel, das grauere, weniger von rötlichbraunen Tönen geprägte Gefieder und die geringere Größe. Mit 12–13 cm Körperlänge ist sie nur etwa so groß wie ein Stieglitz. Flügel und Schwanz sind relativ kurz, was etwa an der kaum vorhandenen Handschwingenprojektion auffällt. Ein weißer Flügelhinterrand fehlt. Die Scheitelfedern können zu einer kurzen Haube aufgestellt werden. Weibchen sind deutlich kleiner und leichter als Männchen. Beim Männchen liegt das Durchschnittsgewicht bei 24 g, die Flügellänge bei 87 mm und die Schnabellänge bei 14,6 mm. Weibchen wiegen durchschnittlich nur 20 g; der Handflügel misst 80 mm und der Schnabel 12,2 mm. Insbesondere bei den Männchen variiert die Schnabellänge saisonal, was vermutlich auf zeitweise Abnutzung beim Graben zurückzuführen ist.
Bei adulten Rasolerchen ist der Schnabel blaugrau mit weißlicher Unterschnabelbasis. Das Gefieder der Oberseite ist weißlich grau gefärbt mit dunkler Strichelung. Um das Auge fällt ein heller Ring auf. Der Überaugenstreif ist unauffällig hell. Kinn und Kehle sind weiß, die übrige Unterseite gelblich beige mit dunklen Sticheln auf der Brust. Steuerfedern und Schwingen sind schwärzlich, die Armdecken tragen helle Spitzensäume. Das äußere Steuerfederpaar ist weiß. Füße und Beine sind matt fleischfarben.
Bei Vögeln im Jugendkleid ist die Ähnlichkeit zu jungen Feldlerchen sehr groß. Sie zeigen auch rotbraune Töne, insbesondere auf Ohrdecken und vorderem Rücken. Die Strichelung auf der Brust ist diffuser und das Rückengefieder zeigt helle Säume.

## Stimme
Der übliche Ruf der Rasolerche ist ein kurz trillerendes tschirr-irr-ip. Der Gesang ist einfacher als Feldlerchengesang und erinnert an den der Haubenlerche. Er setzt sich aus Variation des Rufs zusammen, die in kurzen Strophen mit teils längeren Unterbrechungen gereiht werden. Er wird vom Boden oder im Flug vorgetragen. Beim Landen nach einem Singflug wird er oft schneller, komplexer und erinnert dann eher an den der Feldlerche.

## Lebensraum
Die Rasolerche ist vorwiegend auf verwitternden Lavafeldern unter 50 m Höhe zu finden und hier besonders an ausgetrocknete Bachbetten und sandige Stellen gebunden, auf denen nach Regenfällen auch spärliche Vegetation gedeiht. An der Südküste der Insel besiedelt sie auch grasbewachsene Flächen am Rand niedriger Klippen der Küste, seltener auch Vertiefungen näher am Litoral. Außerhalb der Brutzeit findet sich ein Großteil der Vögel in einem Tal mit kiesigem Grund im Osten der Insel ein.

## Ernährung
Die Rasolerche ernährt sich von pflanzlicher Nahrung und Insekten wie beispielsweise Schmetterlingsraupen oder Käfer. Gelegentlich werden auch Sämereien, Meeresschnecken oder menschliche Nahrungsabfälle gefressen. Ob kleine Skinke gejagt werden, um diese zu fressen oder um sie zu vertreiben, ging aus den Beobachtungen nicht hervor.
Die Nahrung wird am Boden gesucht, wobei insbesondere die Männchen ihren Schnabel zum Graben in sandigen Bereichen einsetzen. Hier werden vor allem Knollen der Zypergräser Cyperus bulbosus und Cyperus cadamosti ausgegraben und zu diesem Zweck in etwa dreiminütiger Arbeit ca. 10 cm tiefe Löcher ausgehoben. An manchen Stellen ist der Boden daher großflächig umgegraben. Dominante Männchen jagen auch anderen ihre gerade ausgegrabenen Knollen ab und verteidigen die eigenen Löcher hartnäckig. Auf schotterbedecktem Grund wird die Nahrung eher aufgelesen oder unter kleinen Steinen gesucht. Die Art ist auch an felsigen Küstenabschnitten zu finden, wo sie an Meerwasserpfützen nach Nahrung sucht oder trinkt. Stehende Süßwasservorkommen gibt es auf der Ilhéu Raso nicht.

## Fortpflanzung

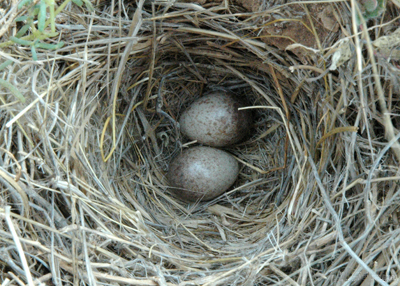
Nest und Gelege der Rasolerche

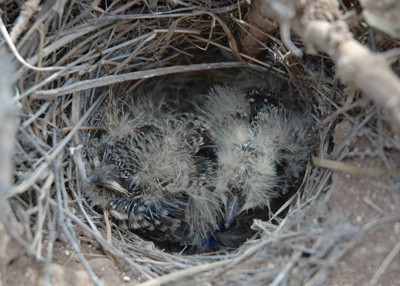
Nestlinge

Die Fortpflanzung der Rasolerche erfolgt unregelmäßig immer dann, wenn nach Regenfällen genügend Nahrung vorhanden ist. Meist regnet es im September und Oktober, worauf die Bruten dann zwischen Oktober und Dezember erfolgen. Prinzipiell kann es aber jederzeit Regenfälle geben und es liegen daher aus allen Monaten Brutfeststellungen vor. Bleiben die Niederschläge jedoch aus, kann es vorkommen, dass die Art mehrere Jahre lang nicht zur Brut schreitet.
Rasolerchen führen eine monogame Saisonehe und während der Brutzeit wird das Weibchen intensiv vom Männchen begleitet. Beim meist etwa zweiminütigen Singflug steigt es auf etwa 30 m Höhe auf, rüttelt und lässt sich dann singend herabfallen. Längere Singflüge von bis zu 15 Minuten sind meist bei unverpaarten Männchen zu beobachten.
Das Nest ist eine tiefe Mulde, die mit Gras ausgekleidet wird und nicht selten im Schutz von niedrigen Jochblatt-Pflanzen (Zygophyllum simplex) angelegt wird. Das Gelege besteht aus 1–3 Eiern, die ausschließlich vom Weibchen bebrütet werden, das vom Männchen mit Nahrung versorgt wird. Die Bebrütung dauert mindestens 12 Tage, die Nestlingsdauer wurde bislang nicht ermittelt. Bei einem Brutausfall wird sofort ein neues Nest angelegt und ein Ersatzgelege getätigt. Das Nistmaterial wird dabei wiederverwertet.
Der Bruterfolg ist gering und Fälle von geplünderten Gelegen sind häufig. Vermutlich gehen sie meist auf die endemische Geckoart Tarentola gigas zurück.

## Bestand und Gefährdung

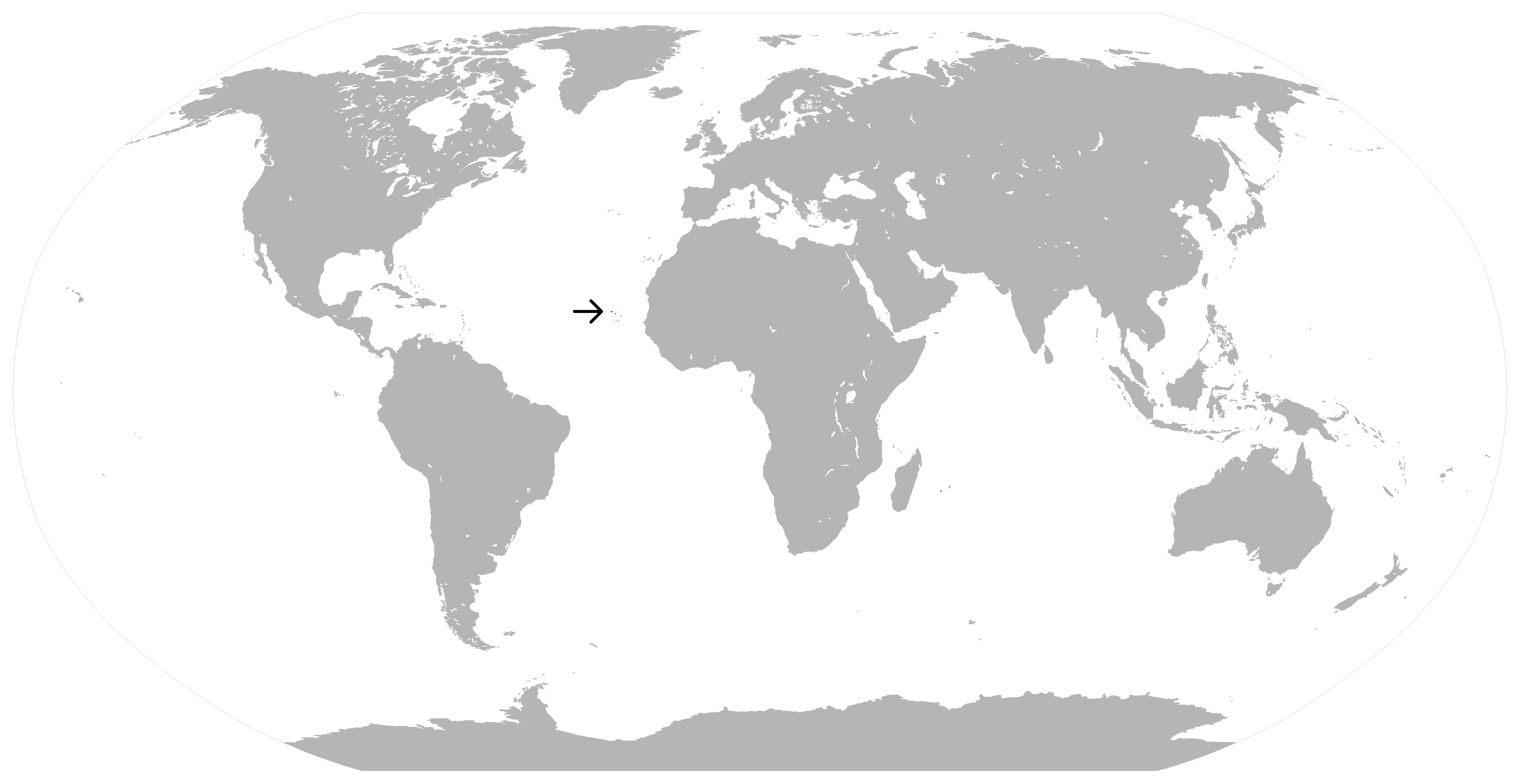
Verbreitungsgebiet der Rasolerche

Die Rasolerche ist weltweit eine der Vogelarten mit der kleinsten Brutverbreitung und deswegen stark bedroht. Die Ilhéu Raso, die den gesamten Brutbestand beherbergt, ist nur 7 km² groß. Subfossile Knochenfunde legen nahe, dass die Art vor der Besiedelung der Kapverden durch den Menschen im 15. Jahrhundert auch auf Santa Luzia, São Vicente und Santo Antão vorkam, dann aber schnell ausgerottet wurde. Möglicherweise gab es auch Vorkommen auf der Ilhéu Branco, die während der letzten Eiszeit aufgrund des niedrigeren Meeresspiegels mit  São Vicente, Santa Luzia und Raso verbunden war. In jüngerer Zeit wurde die Art außerhalb von Raso lediglich 2009 mit einem Exemplar bei Ponta do Barril auf São Nicolau nachgewiesen. Das Individuum stammte mit einiger Sicherheit von Raso.
Der Bestand der Rasolerche schwankt über die Jahre stark mit den Wetterverhältnissen und kann bei längerem Ausbleiben von Regenfällen bis auf lediglich etwa 10 Brutpaare zurückgehen. Sind die Bestände derart niedrig, besteht zudem teils nur ein Drittel der Population aus Weibchen.
Mitte der 1960er-Jahre und Anfang der 1980er-Jahre wurden die Vorkommen auf  20–50 Brutpaare geschätzt. Anfang 1985 wurden jedoch 150 Vögel gezählt. 1986 und 1988 schätzte man den Bestand nach Zählungen auf 75–100 Brutpaare, danach lagen die Ergebnisse  recht konstant bei etwa 250 Individuen. 1998 und 2003 wurden jedoch nur noch 92, bzw. 98 Vögel festgestellt. Nach Regenfällen im Jahr 2004 stieg der Bestand jedoch auf 130 Exemplare und 2009 auf 190. Im November 2011 konnten dann sogar 1490 Vögel gezählt werden.
Vor diesem Hintergrund liegt die Hauptbedrohung der Art in der voranschreitenden Desertifikation der Kapverden; die globale Erwärmung könnte dies noch beschleunigen. Ein zusätzliches Risiko stellt die hohe Anzahl von Gelegeverlusten (vermutlich durch Geckos) dar und eine versehentliche Einschleppung von Ratten, Katzen oder Hunden könnte fatale Auswirkungen für die bodenbrütende Art haben. Der zunehmende Tourismus verstärkt diese Möglichkeit und 1998 und 2001 wurden bereits Spuren von Katzen und Hunden auf Raso festgestellt. Hinweise auf eine ständige Präsenz oder eine Vermehrung gibt es jedoch bislang nicht.
Die Rasolerche ist auf den Kapverden seit 1955 per Gesetz geschützt und Raso seit 1990 Nationalpark. Der Bestand wird seit 2001 regelmäßig erfasst. Durch Aufklärungsmaßnahmen bei Tagestouristen und Fischern soll das Risiko, dass Säugetiere auf Raso eingeschleppt werden, vermindert werden. Eine Möglichkeit der Ansiedelung auf Santa Luzia wird geprüft.

## Einzelbelege
1. ↑  
Alauda razae in der Roten Liste gefährdeter Arten der IUCN 2016.1. Eingestellt von: BirdLife International, 2016. Abgerufen am 3. Oktober 2017.